# カンディダ・ヘーファー
カンディダ・ヘーファー (Candida Höfer、1944年 - ) はドイツ、エーバースヴァルデ生まれの写真家。

## 来歴
1973年からデュッセルドルフ美術アカデミーで映画を学んだのち、1976年より同アカデミーでべッヒャー夫妻に師事した。
2011年、ドクメンタ 11に参加。
2003年、ヴェネツィア・ビエンナーレのドイツ代表。

## 主な作品
- 「ベルリン動物園」 1991年